# Llac Mackay
El llac Mackay (en anglès: Mackay Lake) és un llac d'Austràlia, el major de centenars d'efímers llacs salins escampats per tot el territori d'Austràlia Occidental i el Territori del Nord. La imatge de satèl·lit documenta l'aparença de les parts seques de l'oest d'Austràlia, amb el Gran Desert Sorrenc, el desert de Gibson i el desert de Tanami.
El llac Mackay té aproximadament 100 quilòmetres d'est-oest i de nord a sud. Les àrees més fosques del jaç del llac són indicatives d'algun tipus de vegetació del desert o d'algues, en zones amb una mica d'humitat en els sòls del llac sec i en depressions on es produeix acumulació d'aigua. En aquest entorn àrid, les sals i altres minerals són portats a la superfície a través de l'acció capil·lar causada per l'evaporació, la qual cosa produeix la superfície reflectora blanca. Són visibles diversos pujols marrons disperses en la meitat oriental del llac i crestes de sorra orientades est-oest en la part sud.
El llac Mackay ocupa un lloc destacat en les narratives dels somnis dels aborígens del desert de l'Oest. Les principals narracions mitològiques sobre els seus orígens poden ser agrupades en tres temes diferents, tots els quals contenen referències a un feroç incendi forestal que va devastar la terra i va formar el llac.
El llac és el llac més gran d'Austràlia Occidental i té una superfície de 3494 km².
El llac, conegut com a Wilkinkarra per la població indígena local, va ser el bressol de destacats artistes indígenes, com Linda Syddick Napaltjarri.